# Jamie Burton-Oare
Jamie Burton-Oare (* 20. Januar) ist eine US-amerikanische Schauspielerin und Filmschaffende.

## Leben
Burton-Oare wuchs in Flint, im US-Bundesstaat Michigan, als Einzelkind gemeinsam mit sechs Cousins auf. Ihre Mutter ist Afroamerikanerin, ihr Vater kaukasischer Abstammung. Sie besuchte das Los Angeles City College. Sie erwarb an der Howard University ihren Bachelor of Arts in Marketing. Von 2012 bis 2014 erlangte sie ihren Master of Fine Arts in Drehbuchschreiben.
2000 spielte Burton-Oare in den Filmproduktionen Amour Infinity und Box Marley mit. 2001 erhielt sie eine Rolle in der Filmproduktion 15 Minuten Ruhm. In den nächsten Jahren erhielt sie unter anderen Episodenrollen in Fernsehserien wie CSI: NY und Eleventh Hour – Einsatz in letzter Sekunde. Nach mehreren Mitwirkungen an Kurzfilmproduktionen spielte sie in zwei Filmen des Filmstudios The Asylum mit: so wirkte sie 2012 in Super Cyclone als Secretary West und 2013 in Home Invasion – Dieses Haus gehört mir in der Rolle des Deputy Ledbetter mit.
2007 produzierte sie den Spielfilm Doing the L.A. Thing, der am 25. Oktober 2007 auf dem American Black Film Festival gezeigt wurde. 2018 erschien ihr Film Soulful Steps: A Soul Line Dance Journey with J&J, der unter anderen am 8. August 2018 auf dem Martha’s Vineyard African-American Film Festival gezeigt wurde. 2023 erschien der Kurzfilm Breathe, für den sie als Regisseurin, Drehbuchautorin, Produzentin, Filmeditorin tätig war. Er wurde unter anderen am 30. September 2023 auf dem Detroit Black Film Festival gezeigt.

## Filmografie (Auswahl)

### Schauspiel
- 2000: Amour Infinity
- 2000: Box Marley
- 2001: 15 Minuten Ruhm (15 Minutes)
- 2004: Shooter (Kurzfilm)
- 2004: CSI: NY (Fernsehserie, Episode 1x10)
- 2007: Doing the L.A. Thing
- 2008: How to Become a Pretty Girl (Kurzfilm)
- 2009: Eleventh Hour – Einsatz in letzter Sekunde (Eleventh Hour, Fernsehserie, Episode 1x15)
- 2009: Scarecrow (Kurzfilm)
- 2009: Grown Folks Business (Kurzfilm)
- 2009: Gangs of LA 1991
- 2010: The Bully (Kurzfilm)
- 2012: C’mon Man
- 2012: Super Cyclone
- 2013: Home Invasion – Dieses Haus gehört mir (Foreclosed)
- 2013: The Abortion Technician (Kurzfilm)
- 2016: Quiet As Kept
- 2018: Return Of The Prince Of Light (Kurzfilm)
- 2020: $TACK$ (Kurzfilm)
- 2022: The Invisible Ones (Kurzfilm)
- 2023: Breathe (Kurzfilm)

### Filmschaffende
- 2007: Doing the L.A. Thing (Regie, Drehbuch, Produktion, Filmschnitt)
- 2010: The Bully (Kurzfilm; Regie, Drehbuch, Produktion)
- 2018: Soulful Steps: A Soul Line Dance Journey with J&J (Regie, Drehbuch, Produktion, Filmschnitt)
- 2023: Breathe (Kurzfilm; Regie, Drehbuch, Produktion, Filmschnitt)